# Joanna Sendłak
Joanna Sendłak (ur. 1966 w Warszawie) – polska prozaiczka i malarka, badaczka życia i twórczości Grażyny Bacewicz.

## Życiorys
Wnuczka Grażyny Bacewicz, córka Aliny Biernackiej. Studiowała malarstwo na Akademii Sztuk Pięknych w Warszawie w pracowni Tadeusza Dominika i Zbigniewa Gostomskiego, gdzie uzyskała dyplom w 1991 roku, następnie studiowała filozofię na Uniwersytecie Warszawskim – dyplom uzyskała tamże w 2012 roku.
Należy do Stowarzyszenia Pisarzy Polskich.

## Twórczość
Prace malarskie wystawiała w warszawskich galeriach, np. w Galerii Korekta, Galerii Schody, jest przekonana, że w jej malarstwie najważniejszy jest kolor. Zajmowała się także tworzeniem ilustracji do książek. Swoje opowiadania publikowała m.in. we „Frazie”, „Migotaniach”, „Pracowni”, „Sycynie”, „Twórczości”, „Wyspie”. 

### Publikacje książkowe
- Szklanka ambrozji (powieść[3], 2014)[2]
- Fano i filozofowie (powieść[3], 2015)[2]
- Marzyciel z 76th Street (powieść[3], wydawnictwo Nowy Świat[9], 2016)[2]
- Z ogniem (powieść o Grażynie Bacewicz i jej przyszłym mężu Andrzeju Biernackim, wydawnictwo Skarpa Warszawska[4], 2017)[2]
- Symfonia gwiazd (powieść[7], 2019)[2]
- Atotsi (zbiór opowiadań[7], 2019)[2]
- Labirynt[2] (zbiór opowiadań[7], 2019)[2]
- Ostinato. Wojenne dni Grażyny Bacewicz (2020)[2]
- Vivo – powojenne dni Grażyny Bacewicz (2022)[2]
- Bacewicz (Seria Małe Monografie, PWM, 2022)[2]
- Wieloświaty (eseje, 2023)[2]